# Música instrumental
La música instrumental és una forma musical que inclou les obres musicals compostes per a ser interpretades exclusivament amb instruments, i sense el recurs de la veu. Tant poden ser obres exclusivament dissenyades per a ser escoltades com pensades per a altres propòsits, la sigui música de dansa, bandes sonores de pel·lícules, etc.
Tot i que també es pot classificar d'altres maneres, el més habitual és que les obres de música instrumental es classifiquin tenint en compte el nombre i el tipus d'instruments que intervenen en la seva interpretació. D'acord amb aquest criteri, és habitual parlar de:
- Música orquestral
- Música de banda
- Música de cambra
- Música instrumental a solo

En la cultura europea, fou a partir de finals del segle xvi, i sobretot al període del Barroc quan es començà a gestar una música instrumental exclusivament pensada per a ser interpretada pels nobles dilettanti que exercien de patrons d'aquells compositors que les van escriure, i per a ser escoltades per altres persones de llurs cercles. Si fins llavors major part de música instrumental havia tingut com a finalitat principal la dansa i, per tant, s'havia dotat de les estructures i de les formes i patrons formal més adients per a satisfer aquesta funció, en aquells moments el gènere tot just naixent va haver d'inventar unes noves estructures formals que permetessin, lentament, construir composicions d'unes dimensions cada vegada més grans, articulades basant-se en moviments juxtaposats, cadascun dels quals, al seu torn treballés basant-se en principis derivats del contrapunt imitatiu propi de la música vocal contemporània, però al mateix temps d'altres que han acabat essent més propis de la música instrumental com el de la variació, el del desenvolupament i el de la repetició. Igualment, l'aplicació dels principis de la retòrica a l'anàlisi i a la composició també va ser crucial per a la veritable emancipació de la música instrumental europea.
Tot i que quan el mercat musical dels segles XX i XXI ha mirat cap a la música del passat ho ha fet recuperant i difonent molta més música instrumental que no pas vocal, no va ser fins al segle xix quan, quantitativament, la composició de música instrumental va superar la de música vocal. Hi va col·laborar enormement el gran desenvolupament i transformació de l'orquestra simfònica així com l'enorme moviment econòmic, social i cultural que va tenir lloc al seu voltant.
En el terreny de la música popular o de la música moderna, ocupa un lloc menor en comparació amb la música vocal o, si més no, és menys freqüent que composicions originals instrumentals assoleixin cotes altes de popularitat i de vendes. Constitueixen excepcions a aquest fet algunes bandes sonores exclusivament instrumentals com Carros de Foc, de Vangelis o La Pantera Rosa de Henry Mancini; o remuntant-nos més en el temps títols com In the Mood de Glenn Miller. Sí que, en canvi, és força més habitual que un cop alguns cançons o altres produccions de música vocal han esdevingut grans èxits i s'han convertit -o gairebé- en clàssics, apareguin versions instrumentals d'aquests títols que ajuden a la seva difusió en altres contextos. Entre aquests podríem esmentar èxits de The Beatles com Yesterday o altres.